# Rafaliwka
Rafaliwka (ukrainisch Рафалівка; russisch Рафаловка/Rafalowka, polnisch Rafałówka) ist eine Siedlung städtischen Typs in der westukrainischen Oblast Riwne mit etwa 3300 Einwohnern. Sie liegt in einem Waldgebiet, etwa 16 Kilometer südwestlich der Rajonshauptstadt Wolodymyrez und 79 Kilometer nördlich der Oblasthauptstadt Riwne.

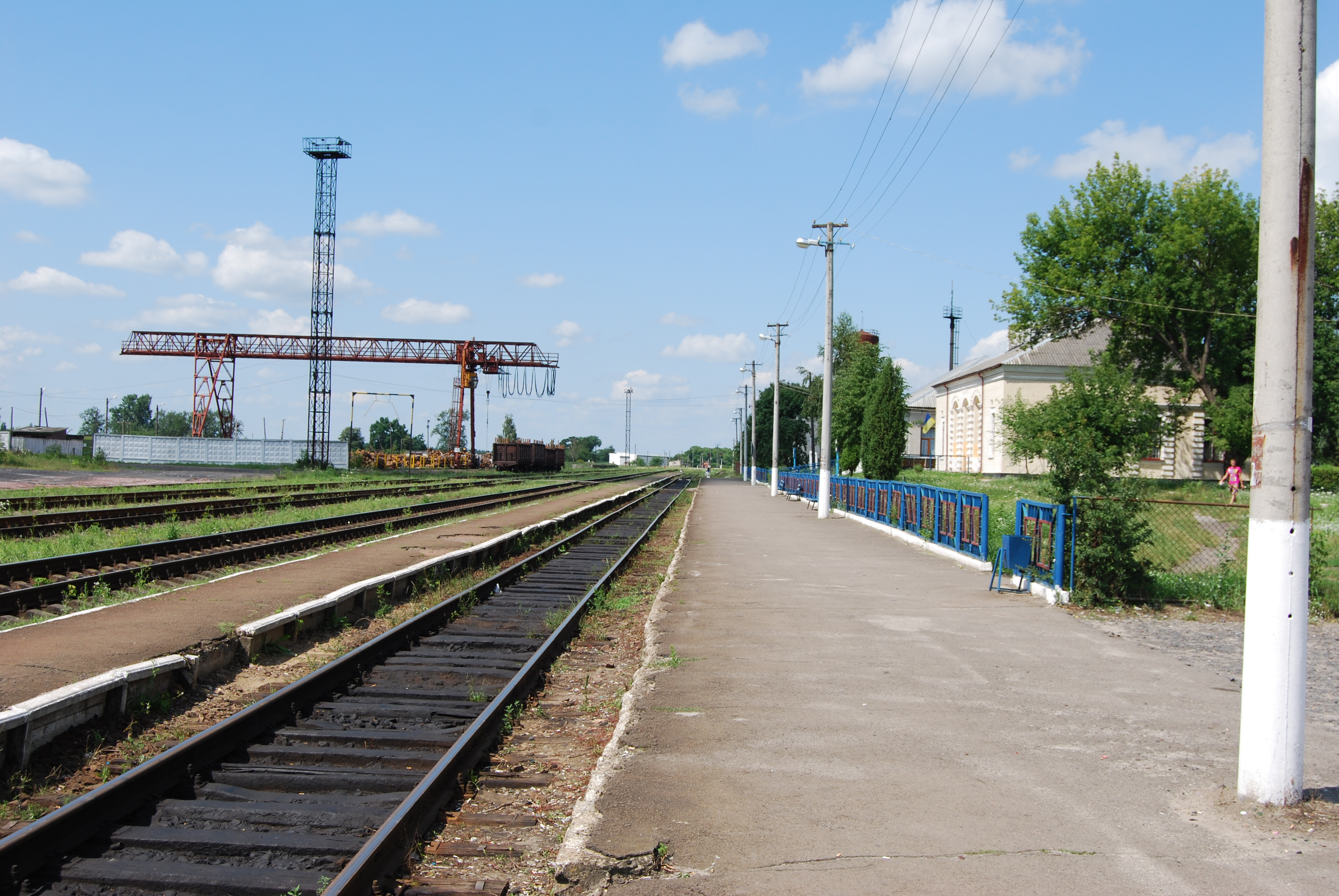
Blick auf den Bahnhof des Ortes

## Geschichte
Der Ort entstand als Bahnhofssiedlung durch den Bau der Bahnstrecke Kowel–Kiew im Jahre 1902 und lag damals im Gouvernement Wolhynien als Teil des Russischen Reiches. Der Bahnhof bekam damals den Namen des südöstlich liegenden Dorfes Polyzi (Полиці).
Nach dem Ende des Ersten Weltkrieges wurde der Ort ein Teil der Zweiten Polnischen Republik (bis 1930 Woiwodschaft Polesien, danach Woiwodschaft Wolhynien, Powiat Sarny, Gmina Rafałówka), 1928 wurde er in Rafałówka Nowa und gleichzeitig das nordwestlich liegende Dorf Rafałówka in Rafałówka Stara (heute Stara Rafaliwka) umbenannt. Nach dem Ausbruch des Zweiten Weltkrieges wurde das Gebiet durch die Sowjetunion und ab 1941 durch Deutschland besetzt.
Die Deutschen Besatzer ordneten am 1. Mai 1942 die Bildung eines Ghettos an. Am 29. August 1942 wurden 2250 Insassen des Ghettos ermordet.
1945 kam der Ort endgültig zur Sowjetunion und wurde in die Ukrainische SSR eingegliedert. Seit der Unabhängigkeit der Ukraine 1991 ist Rafaliwka ein Teil derselben. Seit 1957 hat der Ort den Status einer Siedlung städtischen Typs, zum gleichen Zeitpunkt wurde der Namenszusatz Nowa/Nowaja gestrichen und der Ort erhielt seinen heutigen Namen.

## Verwaltungsgliederung
Am 12. Juni 2020 wurde die Siedlung städtischen Typs zum Zentrum der neugegründeten Siedlungsgemeinde Rafaliwka (Рафалівська селищна громада/Rafaliwska selyschtschna hromada). Zu dieser zählen auch die 7 in der untenstehenden Tabelle aufgelistetenen Dörfer, bis dahin bildete die Siedlung die gleichnamige Siedlungsratsgemeinde Rafaliwka (Рафалівська селищна рада/Rafaliwska selyschtschna rada) im Zentrum des Rajons Wolodymyrez.
Am 17. Juli 2020 wurde der Ort Teil des Rajons Warasch.
Folgende Orte sind neben dem Hauptort Rafaliwka Teil der Gemeinde:
| Name                     | Name             | Name                               | Name           | Name |
| ukrainisch transkribiert | ukrainisch       | russisch                           | polnisch       |      |
| ------------------------ | ---------------- | ---------------------------------- | -------------- | ---- |
| Losky                    | Лозки            | Лозки (Loski)                      | Łózki          |      |
| Koschmaky                | Кошмаки          | Кошмаки (Komaschki)                | Koszmaki       |      |
| Malyj Scholudsk          | Малий Жолудськ   | Малый Жолудск (Maly Scholudsk)     | Żołudzk Mały   |      |
| Mostyschtsche            | Мостище          | Мостище (Mostischtsche)            | -              |      |
| Suchowolja               | Суховоля         | Суховоля                           | Suchowola      |      |
| Tschutschewe             | Чучеве           | Чучево (Tschutschewo)              | -              |      |
| Welykyj Scholudsk        | Великий Жолудськ | Великий Жолудск (Weliki Scholudsk) | Żołudzk Wielki |      |